# John Player (Cembalobauer)
John Player, eigentlich Johannes Player, (* etwa 1634 in Gloucestershire; † etwa 1708) war ein englischer Cembalobauer. Er lebte in London und war Lehrling und später Werkstattleiter von Gabriel Townsend. Er wurde im Jahr 1658 Mitglied der Gilde Worshipful Company of Joiners and Ceilers und von 1684 bis 1688 war er Meister der Gilde. Nach seinem Tod übernahm sein Geselle Cawton Ashton die Werkstatt. Von ihm sind ein Virginal und zehn Spinette erhalten. Die Spinette sind zumeist undatiert, ihre Entstehung wird auf das Ende des 17. Jahrhunderts vermutet.

## Erhaltene Instrumente (Auswahl)
- Virginal 1664; gefertigt für den Hof von Karl II. trägt die Aufschrift WP für Palace of Whitehall. Es befindet sich im Besitz der Cobbe Collection.[3]
- Spinett 1705; im Besitz der Russell Collection.[4][5]
- Spinett; im Besitz des Victoria and Albert Museums.[6]
- Spinett; im Besitz des National Museum of American History.[7]
- Spinett; im Besitz des Sizergh Castles.[8]